# Запис Миловановића орах (Шавац)
Запис Миловановића орах (Шавац) се налази на парцели чији је власник Миловановић Мијалко.

## Локација
| Општина             | Параћин                                                                     |
| Катастарска општина | Шавац                                                                       |
| Потес               | Међу реке                                                                   |
| Координате          | 43° 50′ 47″ С; 21° 21′ 10″ И / 43.846299999999999° С; 21.352799999999998° И |
| Надморска висина    | 122m                                                                        |

## Карактеристике
Дендрометријске вредности утврђене на терену и сателитским снимцима:
| Стабло                     | Орах |
| Висина стабла              | m    |
| Обим дебла                 | m    |
| Пречник крошње             | 20m  |
| Пречник дебла              | m    |
| Висина дебла до прве гране | m    |

## База записа
Запис је у оквиру Викимедија пројекта "Запис - Свето дрво" заведен под редним бројем 0054.